# Boy Story
Boy Story (chinesisch: Nánhái de gùshì / pinyin: 男孩 的 故事) ist eine chinesische Boygroup, die von JYP Entertainment und Tencent Music Entertainment Group (TME) ins Leben gerufen wurde. Am 1. September 2017 veröffentlichte Boy Story ihre erste Single How Old R U. Am 21. September 2018 gab Boy Story mit ihrem ersten Mini-Album Enough ein offizielles Debüt.

## Geschichte

### Pre-Debüt-Projekte
Seit September 2017 wurde der Sonderplan Real! Project mit vier Singles veröffentlicht, um das offizielle Debüt im September 2018 zu geben. Die erste Single war How Old R U. Die zweite Single war Can’t Stop, die am 15. Dezember 2017 veröffentlicht wurde, und die dritte Single war Jump Up, die am 30. März 2018 veröffentlicht wurde. Die letzte Single vor dem Debüt wurde von Park Jin-Young, dem Gründer von JYP, produziert. Der Song Handz Up wurde am 12. Juni 2018 veröffentlicht.

### 2018 bis heute

#### Debüt mitEnough
Boy Story gab ihr offizielles Debüt am 21. September 2018 mit ihrem ersten Mini-Album Enough, das alle Singles vor dem Debüt und den Debüt-Song Enough enthielt.

#### Weitere Werke
Am 21. Oktober 2018 veröffentlichte die Gruppe Stay Magical (奇妙 里). Im folgenden Monat spielte Boy Story das Lied For U, das BOSS (Fandom) gewidmet war. Boy Story veröffentlichte ihr Comeback am 29. März 2019 mit Oh My Gosh, gefolgt von einem weiteren Comeback am 26. Juli 2019 mit Too Busy in Zusammenarbeit mit Jackson Wang. Am 6. Januar 2020 veröffentlichte Boy Story das Album I = U = WE 序.

## Mitglieder
| Name            | Geburtsname          | Geburtstag (Alter)     | Position                                            |
| --------------- | -------------------- | ---------------------- | --------------------------------------------------- |
| Hanyu (涵 予)   | Jia Han Yu(贾涵予)   | 20. Mai 2004 (21)      | Leader, Hauptrapper, Tänzer, gelegentlicher Sänger. |
| Zihao (梓 豪)   | Li Zi Hao(李梓豪)    | 22. Oktober 2004 (20)  | Rapper, Tänzer, gelegentlicher Sänger               |
| Xinlong (鑫隆)  | He Xin Long (贺鑫隆) | 11. März 2005 (20)     | Rapper, Leadtänzer, gelegentlicher Sänger           |
| Zeyu (泽宇)     | Yu Ze Yu(于泽宇)     | 24. Dezember 2005 (19) | Leadsänger, Tänzer, gelegentlicher Rapper, visuell. |
| Mingrui (明 睿) | Gou Ming Rui(苟明睿) | 28. August 2006 (18)   | Sänger, Tänzer, gelegentlicher Rapper.              |
| Shuyang (书 漾) | Ren Shu Yang(任书漾) | 24. April 2007 (18)    | Sänger, Tänzer, Rapper, Maknae.                     |

## Diskografie

### Extended Plays
| Jahr | Titel         | Höchstplatzierung, Gesamtwochen, AuszeichnungChartplatzierungen (Jahr, Titel, Platzierungen, Wochen, Auszeichnungen, Anmerkungen) | Höchstplatzierung, Gesamtwochen, AuszeichnungChartplatzierungen (Jahr, Titel, Platzierungen, Wochen, Auszeichnungen, Anmerkungen) | Höchstplatzierung, Gesamtwochen, AuszeichnungChartplatzierungen (Jahr, Titel, Platzierungen, Wochen, Auszeichnungen, Anmerkungen) | Anmerkungen |
| Jahr | Titel         | CH | JP | KR | Anmerkungen |
| ---- | ------------- | --- | --- | --- | ----------- |
| 2018 | Enough        | KR—KR | JP—JP | - Erstveröffentlichung: 21. September 2018 - Label: JYP Entertainment - Format: CD, Download                                      |             |
| 2020 | I=U=WE 序(Xu) | KR—KR | JP—JP | - Erstveröffentlichung: 6. Januar 2020 - Label: JYP Entertainment - Format: CD, Download                                          |             |

### Singles
- 2017: How Old R U[7]
- 2017: Can’t Stop[8]
- 2018: JUMP UP[9]
- 2018: Handz UP[10]
- 2018: Enough[11]
- 2018: 奇妙里(Qí Miào Lǐ) – Stay Magical
- 2018: For U[12]
- 2019: Oh My Gosh
- 2019: Too Busy
- 2020: Intro: BOY STORY
- 2020: 如果(Rú Guǒ) – If
- 2020: Energy
- 2020: 序告白(Xù Gào Bái) – Prologue
- 2020: Outro: 彼此(Bǐ Cǐ) – Each Other
- 2020: Change

### Musikvideos
| Titel                             |      | Director(s) | Album         | Notes             |
| --------------------------------- | ---- | ----------- | ------------- | ----------------- |
| How Old R U                       | 2017 | Unbekannt   | Enough        |                   |
| Can’t Stop                        | 2017 | Unbekannt   | Enough        |                   |
| Can’t Stop                        | 2017 | Unbekannt   | Enough        | Performance video |
| JUMP UP                           | 2018 | Unbekannt   | Enough        |                   |
| Handz Up                          | 2018 | Unbekannt   | Enough        |                   |
| Handz Up                          | 2018 | Unbekannt   | Enough        | Performance video |
| Enough                            | 2018 | Unbekannt   | Enough        |                   |
| Enough                            | 2018 | Unbekannt   | Enough        | Performance video |
| 奇妙里(Qí Miào Lǐ) – Stay Magical | 2018 | Unbekannt   | Single        |                   |
| For U                             | 2018 | Unbekannt   | Single        |                   |
| Oh My Gosh                        | 2019 | Unbekannt   | Single        |                   |
| Too Busy                          | 2019 | Unbekannt   | Too busy      |                   |
| 如果(Rú Guǒ) – If                 | 2020 | Unbekannt   | I=U=WE 序(Xu) | Track Film Video  |
| 序告白(Xù Gào Bái) – Prologue     | 2020 | Unbekannt   | I=U=WE 序(Xu) | Performance video |
| Energy                            | 2020 | Unbekannt   | I=U=WE 序(Xu) | Home video        |

## Auszeichnungen

### Große Preisverleihung
| Jahre | Name                      | Auszeichnungen                                 | Nominiertes Projekt | Ergebnis      |
| ----- | ------------------------- | ---------------------------------------------- | ------------------- | ------------- |
| 2017  | Asiatisches Musikfestival | Bester Hip Hop Newcomer Group Award            | BOY STORY           | Ausgezeichnet |
| 2018  | FEIA-Preisverleihung      | Jährlicher Fashion Energetic Combination Award | BOY STORY           | Ausgezeichnet |
| 2019  | FEIA-Preisverleihung      | Mit Spannung erwartetes Portfolio des Jahres   | BOY STORY           | Ausgezeichnet |
| 2019  | Tencent Music Festival    | Neue Kraft der QQ-Musik                        | BOY STORY           | Ausgezeichnet |

### Musikprogrammpreise
| Jahre | Datum        | Hersteller                            | Name des Programms | Preisgekröntes Lied | Rang         |
| ----- | ------------ | ------------------------------------- | ------------------ | ------------------- | ------------ |
| 2018  | 11. November | TME Tencent Music Entertainment Group | YO! BANG           | Enough              | Wie 1 Person |
| 2018  | 2. Dezember  | TME Tencent Music Entertainment Group | YO! BANG           | For U               | Wie 1 Person |